# تي في أو
تي في أو اونتاريو (بالإنجليزية: TVO) هي قناة تلفزيونية ممولة من القطاع العام باللغة الإنجليزية، تأسس سنة 27 سبتمبر 1970 لجعلها محطة تلفزيونية التربوية وكذلك وسيلة إعلامية والمحطة عبارة عن منظمة كندية تخدم في مقاطعة أونتاريو الكندية. والقناة يتم تشغيلها من قبل هيئة الاتصالات أونتاريو للتربية وشركة التاج المملوكة من قبل حكومة أونتاريو. وهي تشغل محطتين تلفزيونيتين هما: CICA (الافتراضية وUHF قناة رقمية 19) في تورونتو وCICO 24 (الافتراضية وUHF قناة رقمية 24) في أوتاوا. هذه المحطتين تتابع برامجها عبر أجزاء من أونتاريو من خلال سبع محطات اعيد بثها. كما أنه متاح على الكابل في جميع أنحاء أونتاريو، ويطلب من جميع مزودي خدمات الكابل في المحافظة لحملها على الطبقة احتياجاتهم الأساسية.

## الإدارة والتمويل وغيرها من المسؤوليات
وتخضع TVO من قبل مجلس متطوعين الإدارة، وبدعم من شبكة من المستشارين الإقليمي من مختلف أنحاء المحافظة، وتقارير TVO أيضا إلى السلطة التشريعية أونتاريو من خلال وزير التربية والتعليم، وفقا لقانون هيئة الاتصالات التعليمية أونتاريو.
بدلا من اتباع نموذج للخدمات التلفزيونية فإن هيئة الإذاعة الكندية مملوكة للدولة الاتحادية، وهذا مايدل تواجد الإعلانات التجارية، بدلا من ذلك اختارت TVO نموذجا مجانا تجاري مماثل لخدمة الإذاعة العامة في الولايات المتحدة. وقد حاكى هذا النموذج من قبل في وقت لاحق المذيعين التعليمية المحافظات تيلي كيبيك في كيبيك وشبكة المعرفة في كولومبيا البريطانية. وعلى الرغم من تبرعات المشاهد، يتم توفير معظم التمويل من قبل حكومة أونتاريو من خلال وزارة التربية والتعليم، والتي توفر 30 مليون دولار سنويا. [1]
كذلك، TVO مسؤولة أيضا عن الافراط في الهواء البث الجمعية التشريعية أونتاريو في بعض المجتمعات اونتاريو الشمالية النائية التي لا تتلقى الوصول الكيبل التلفزيوني إلى شبكة برلمان أونتاريو.
في عام2002، نقلت وزارة التربية والتعليم مسؤولية TVO لمركز التعلم المستقل، والذي يوفر التعليم عن بعد على مستوى المدارس الابتدائية والثانوية.
TVO تعمل سابقا TFO (تلفزيون الفرنسي للL'أونتاريو)، وهي شبكة منفصلة ولكنها مشابهة للجمهور الفرنسي Ontarian. قبل إطلاق TFO، بثت TVO البرمجة باللغة الفرنسية يوم الأحد. حتى بعد إطلاق TFO، وتبادلت TVO وTFO البرمجة يوم الأحد بشكل جيد في في 1990s. تم فصل TFO من TVO وتأسست بموجب شكلت حديثا GroupeMédia TFO، وهي شركة التاج منفصلة من حكومة أونتاريو، في عام 2007.

## توزيع
TVO أقدم خدمة كندا للتلفزيون التعليمية. أنشأت أول محطة تلفزيونية UHF في البلاد في عام 1970، ومقرها في تورونتو [2] وكان TVO سابقا أكبر تغطية على الهواء في أونتاريو، حيث بلغت 98.5٪ من المقاطعة مع 216 الإرسال؛ ولكن هذا لم يعد الحال كما أغلقت المذيع غالبية أجهزة الإرسال التماثلي ما عدا تلك التي تقع في الأسواق إلزامية محددة، والتي تم تحويلها إلى النظام الرقمي في عام 2012 (انظر التلفزيون الرقمي وعالية الوضوح أدناه). يتم بث TVO أيضا على جميع أنظمة الكابلات خدمة أونتاريو (خيار بديل لهؤلاء المشاهدين في المنطقة المخدومة سابقا من قبل واحد من أجهزة الإرسال التماثلي البائد للخدمة). على أنظمة الأقمار الصناعية في أونتاريو، وهي متوفرة على بيل التلفزيون على قناة 265 وعلى شو المباشر على 353 (على الطبقة لها الكلاسيكية) أو 55 (على المستوى متقدمة)، وفي عالية الوضوح على قناة 39 (كلاسيك) أو 539 (متقدم).
الإرسال الرئيسي في تورونتو يستخدم علامة النداء CICA-DT، مع rebroadcasters وذلك باستخدام CICO-DT، متبوعا برقم للدلالة على وضعهم باعتبارهم rebroadcasters. سابقا، وتستخدم العديد من أجهزة الإرسال التماثلي للcallsigns CICA-TV وCICO-TV، فضلا عن تشيتشي-TV، بنفس الطريقة، حتى اغلاق البث التماثلي المتبقية TVO في يوم 31 يوليو عام 2012.
وتقع الإرسال TVO في المقام الأول في أونتاريو، باستثناء الوحيد هو مرسل أوتاوا لها، CICO-DT-24، التي يوجد مقرها في برج ريان في مخيم فورتشن في تشيلسي، كيبيك، حيث يشارك موقعها مع نظيره كيبيك لها، Télé- كيبيك، ومع معظم التلفزيون في المنطقة، وإشارات الراديو FM.
من 1970s من خلال في 1990s، ركض TVO مصدات أعلى من الحركة وساعة حيث مذيع أن أذكر تخصيص قناة للمحطة الرئيسية للخدمة في تورونتو، جنبا إلى جنب مع تخصيص لأحد أجهزة الإرسال إعادة بث لها: «هذا هو TVOntario القناة. 19 في تورونتو، قناة XX في (المدينة أو البلدة)».
النزاع النقل [عدل المصدر]
يوم 6 يونيو، 2012، انخفض TVO إشارة من الكابل والأقمار الصناعية خارج أونتاريو، بسبب نزاع نقل على تعويض عن توزيع إشارة لمشتركيها خارج المحافظة. ان الشبكة وصلت إلى اتفاق مع Vidéotron، وبعد ذلك دخلت المفاوضات مع شو الاتصالات وتيلوس، لكنها فشلت في التوصل إلى اتفاق مع بيل كندا. استشهد TVO ما يلي: "... نحن نعتقد أن لدينا مسؤولية لكسب عائدات من بيع خدمتنا خارج المحافظة وطننا TVO على استعداد للموافقة على الكابل والأقمار الصناعية الموزعين تحمل إشارة لدينا خارج المحافظة، شريطة أن لدينا. "إعادة إلى حد ما يعوض. منذ الكابل أو الأقمار الصناعية الموزعين يتلقى عائدات المشترك مدفوعة من خلال وجود TVO كجزء من عروضها، نرى أنه من المعقول أن يتم تعويضهم. لسوء الحظ، لم نتمكن من التوصل إلى اتفاق مع بيل لتعويض TVO لنقل إشارة لدينا خارج في أونتاريو، واتخذ قرار لوقف تقدم إشارة لدينا خارج أونتاريو. "[3] ونتيجة لذلك، الكابل والأقمار الصناعية الوحيد للعملاء خارج أونتاريو التي لا يزال عرض TVO على الجانب كيبيك السوق أوتاوا / جاتينو.
ومن غير المعروف إذا انطبقت القيود النزاع أو نقل أيضا إلى أنظمة الكابلات قليلة في الولايات المتحدة التي تحمل TVO. [4]

## تاريخ

### عام 1970
يعود تاريخ CICA مرة أخرى إلى عام 1970، عندما تم إنشاء المنظمة الأم، هيئة الاتصالات التعليمية أونتاريو (OECA)، وزير التربية والتعليم ثم بيل ديفيس في يونيو من ذلك العام. في ذلك الوقت، أنتجت OECA أطفال والبرامج التعليمية، والذي تم بثه على محطات التلفزيون التجارية.
وذكرت هيئة الإذاعة الكندية، نيابة عن وزارة أونتاريو للفرع التلفزيون التربية والتعليم، تطبيق في نهاية المطاف لوحصل على ترخيص لمحطة تلفزيونية الوزارة في تورونتو. CICA، مع ولاية «[باستخدام] وسائل الإعلام الإلكترونية وما يرتبط بها من توفير فرص التعليم لجميع الناس في أونتاريو». وقد اشتق "CA" في العلامة نداء CICA من الحروف الماضيين في اختصار OECA. CBC تعمل في البداية الإرسال CICA بينما كان OECA المسؤول عن البرمجة. يفترض OECA جميع عمليات محطة مستقلة للCBC، عندما أعلنت الحكومة المحلية في السلطة وهي شركة مستقلة في مجلس اشتراك في-1973.
وقعت في المؤتمر لأول مرة على الهواء في 27 سبتمبر 1970، والتي تعمل في القدرة المشعة من 423,000 واط الفيديو والصوت 84600 واط. وتقع مرافق الاستوديو في الساعة 1670 باي فيو شارع (مبنى مكاتب مكون من 5 طوابق كان لا يزال قائما) و550 قدميها كانت تقع (170 م) هوائي الإرسال في 354 جارفيس شارع على برج CBC. في عام 1972، انتقلت المحطة عملياتها إلى منشأة الاستوديو الجديد في 2180 يونغ ستريت، حيث لا يزال حتى اليوم. [5] وكان اسم بث المحطة "OECA"، وتقاسم اسم المؤسسة الأم، ولكن بدأت باستخدام على- العلامة التجارية الهواء "TVOntario" (وبعد ذلك فقط TVO) ابتداء من عام 1974.
في النصف الأخير من 1970s، بدأت شبكة مضيفا الإرسال اعيد بثها في المجتمعات أونتاريو الأخرى. وقعت في أول الإرسال إعادة بثها، CICO،

### 1980 - 1990
في عام 1987، أطلقت TVO لا تشاين الفرنسية، شبكة التلفزيون العامة باللغة الفرنسية التي أصبحت TFO في عام 1994. في عام 1995، وعدت الحكومة أونتاريو تحت مايك هاريس لخصخصة TVO. انهم لم تنفذ عن طريق هذه الخطة، ولكن لم يتم خفض ميزانيتها.

### 2000

شعار القناة من 1992 حتى 2006.

تم تقسيم مواقف الرئيس والرئيس التنفيذي في عام 2005 مع منتج الفيلم بيتر أوبريان يجري الرئيس المعين وليزا دي وايلد لتصبح الرئيس التنفيذي. في 29 حزيران 2006، أعلنت وزارة التربية والتعليم المحافظات إجراء إصلاح جذري للTVO: أن قدرات إنتاجها تتم ترقية نظم رقمية بالكامل بحلول عام 2009 (تمويل الوزارة ستخصص لهذا). وTFO سيتم انفصلت إلى منظمة منفصلة. [6]
وعلاوة على ذلك، تم الإعلان عن التغييرات البرمجة في وقت لاحق من ذلك اليوم: تمت إضافة ثلاث عشرة ساعة من البرامج التعليمية للأطفال الأسبوعي الجديد، ستوديو 2 محله وجدول الأعمال، وأكثر في الحياة وفوكس ألغيت [7] وتأتي هذه الخطوة لرقمنة الخدمات يمثل الانتقال؛. ونقلت صحيفة غلوب اند ميل TVO الرئيس التنفيذي ليزا دي وايلد قائلا: «في حين التلفزيون سيظل وسيلة هامة لTVO، وأيام من تحديد أنفسنا فقط مذيعة هي الماضي». [8]
في عام 2002، ومركز التعلم المستقل، وهي المسؤولة عن التعليم عن بعد على مستوى المدارس الابتدائية والثانوية وكذلك اختبار GED، تم نقله من وزارة التربية والتعليم لTVO. [9]

شعار القناة من 2006 حتى 2015.

### كبار المديرين التنفيذيين
```
[عدل المصدر]
```

- توماس إيد (1970-1979)
- جيم بار (1979-1985)
- جون رادفورد (1985)
- برنار أوستري (1985-1991)
- بيتر هرندورف (1992-1999)
- إيزابيل باسيت (1999-2005)
- بيتر أوبريان، كرسي (2005 إلى الوقت الحاضر). ليزا دي وايلد، الرئيس التنفيذي لشركة (2005 إلى الوقت الحاضر)

## البرمجة
TVO تبث مزيجا من البرامج الأصلية، برامج الأطفال، اردات بريطانيا، والأفلام من جميع أنحاء العالم. في المساء، TVO يدير خليط من الفيلم الوثائقي والدراما والشؤون العامة برمجة للراشدين، بما في ذلك ليلة السبت الشعبية في الأفلام، التي، [10] قدمت حتى إلغائها في أغسطس 2013 بسبب التخفيضات في الميزانية الأفلام الكلاسيكية مع التعليق وقطاعات مقابلة. في وقت متأخر من الليل، TVO يظهر البرامج التعليمية التي تم تصميمها للمعلمين لشريط وتظهر في المدرسة.
في البداية، كان يطلب من جميع البرامج الدرامية في الحصول على بعض المحتوى التعليمي. تم التعاقد مع الجهات الفاعلة والصحفيين أو الكتاب إلى تقديم التعليق على البرامج التي من شأنها أن وضعها ضمن السياق التعليمي. على سبيل المثال تم مرجعية الحرب توم غرتن من قبل شرائح استضافته اندريا مارتن التي من شأنها أن استخدام مشاهد من المسلسل لمناقشة تقنيات صناعة الأفلام. واستضافت حلقة من السجين الصحفي وارنر تروير التي شملت مقابلات مع الجهات الفاعلة ومناقشة مختلف الموضوعات النفسية والفلسفية أو الاجتماعية فيما يتعلق سلسلة شرائح. [11] وبالمثل طبيب استضافته الخيال العلمي المؤلف جوديث ميريل الذي سيناقش كل حلقة الأسبوع لاستكشاف مواضيع مختلفة في أفلام الخيال العلمي والعلوم. ليلة السبت في أفلام استمرار في متابعة هذا التنسيق فترة طويلة بعد أن أسقط المطلب بسبب شعبية من مضيفه، علوى يوست الذي أثرى جيل من المشاهدين تعليق لطيف والثاقبة.
على الرغم من أن عرضت برامج باللغة الفرنسية على TVO منذ تأسيسها، وتدريجيا في عدد منذ ذلك الحين، انتقلوا في نهاية المطاف إلى الذراع الفرنسي TVO، TFO (الأصل المعروف باسم «الفرنسية لا تشاين»). عندما بدأ TFO، فإن TVO تشغيل عروض باللغة الإنجليزية على هذه القناة يوم الأحد بعد 12:00، في حين قدمت القناة الإنجليزية TVO لا تشاين البرمجة الفرنسية في ذلك الوقت. وقد تم ذلك لإعطاء الناطقين بالفرنسية التي لم تشترك في كابل بعض الفرنسية لغة البرمجة التعليمية؛ وقفها في 1990s بعد أن بدأ TFO إطلاق البث البث في بعض المجتمعات الفرنسية Ontarian.
وقد شوهدت البرامج التي تنتجها TVO خارج أونتاريو. في الولايات المتحدة، رقصة البولكا نقطة الباب وهل تتحدث موي أجريت من قبل محطات برنامج تلفزيوني، في حين بثت قناة الكابل نيكلوديون الخاصة اليوم خلال 1980s. وقد TVO أيضا أحد المساهمين في البرامج التي أعدتها وكالة مقرها الولايات المتحدة لتكنولوجيا التعليم (وprececessors به)، مثل حلقات مختارة من داخل / خارج وThinkabout. تم بث هذه البرامج وAIT أخرى أيضا على TVO للاستخدام في المدرسة. ظهرت البرامج التعليمية التي كتبها TVO أيضا على ABC1 في أستراليا.
TVO كما تدير كتلة البرمجة اليومية للأطفال تسمى TVOKids، التي تبث كجزء من جدول النهار الخدمة. في برامج طفلين في شهر أبريل عام 2015، وهو إنتاج مشترك بين TVO، وقد تم تكريم مع الجمع بين ثلاث جوائز إيمي النهار من قبل الأكاديمية الوطنية للفنون التلفزيون: دينو دان: مغامرات تريك (السلسلة المعلقة قبل المدرسة للأطفال) والغريب فرقة (القائمة توجيه في الأطفال أو ما قبل المدرسة للأطفال سلسلة والمتميزة تصفيف الشعر).

## التلفزيون الرقمي وعالية الوضوح

### الإرسال الرقمي
قالب:Kml

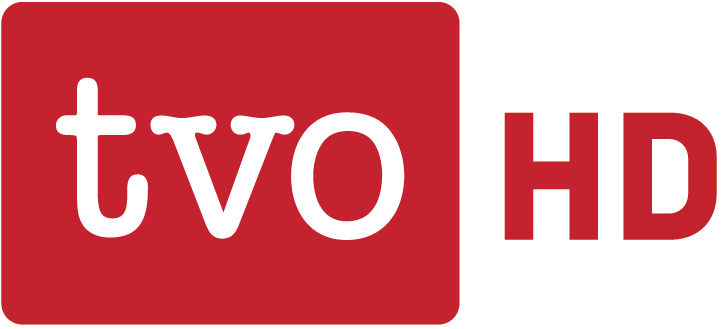
شعار قناة لTVO HD من 2010 حتى 2015

في أغسطس 2010، بدأت TVO البث في عالية الوضوح HD عن طريق تغذية مباشرة إلى كابل. بدأت TVO عبر الهواء الإذاعة HD في آب 2011، وفقا للوائح كرتك. باستثناء بيلفيل، تشاتام وكلوين، وتقع الإرسال TVO داخل الأسواق إلزامية للتحويل. ليس كل الإرسال الرقمي تبث حاليا في عالية الوضوح.
في 31 يوليو 2012، TVO بإغلاق دائم ما تبقى 114 الإرسال التناظري (14 الكامل للسلطة و100 الطاقة المنخفضة) دون تحويلها إلى النظام الرقمي. هذه كانت في مجالات أونتاريو لا تعتبر «أسواق إلزامية» للتحويل الرقمي من كرتك. [12] وفي كثير من الحالات، وrebroadcasters TVO تعمل من مواقع الإرسال المملوكة CBC-وأغلقت كما الأضرار الجانبية لانقطاع سي بي سي في ميزانية عام 2012. حيث المملوكة TVO المواقع، قدمت المجتمعات المحلية خيار أخذ ملكية الأبراج وأجهزة الإرسال. [13]
بين أجهزة الإرسال التي تم تحويلها إلى رقمية، وكانت أجهزة الإرسال في بيلفيل، تشاتام وكلوين يست ضمن سوق إلزامي. تم تحويل هذه المحطات إلى النظام الرقمي على ترددات جديدة (ولكن بدون عالية الوضوح، وهو دليل البرامج على القناة أو غيرها من الميزات-DTV محددة)، وقنوات 52-69 يجري تخصيصها لأغراض الاتصالات اللاسلكية. استغرق تحويل هذه المحطات المكان قبل إعلان TVO لإغلاق شبكة الإرسال نظائره خارج الأسواق إلزامية.